# Ансонија (Конектикат)
Ансонија (енгл. Ansonia) град је у америчкој савезној држави Конектикат. По попису становништва из 2010. у њему је живело 19.249 становника.

## Демографија
Према попису становништва из 2010. у граду је живело 19.249 становника, што је 695 (3,7%) становника више него 2000. године.
| Група             | 2000.          | 2010.          |
| Белци             | 15.066 (81,2%) | 13.163 (68,4%) |
| Афроамериканци    | 1.562 (8,4%)   | 2.230 (11,6%)  |
| Азијати           | 209 (1,1%)     | 371 (1,9%)     |
| Хиспаноамериканци | 1.376 (7,4%)   | 3.212 (16,7%)  |
| Укупно            | 18.554         | 19.249         |